# Макбрайан, Джек
Джон (Джек) Кроуфорд Уильям Макбрайан (англ. John (Jack) Crawford William MacBryan; 22 июля 1892, Бокс, Уилтшир — 14 июля 1983, Кембридж) — английский крикетист и британский хоккеист на траве, нападающий. Олимпийский чемпион 1920 года.

## Биография
Джек Макбрайан родился 22 июля 1892 года в британской деревне Бокс в семье врача.
Учился в колледже Челтнема, в школе Эксетера и Королевском военном колледже. Уже во время учёбы проявил себя в качестве игрока в крикет, регби и хоккей на траве.
В 1911 году дебютировал в качестве крикетиста в составе «Сомерсета», за который выступал до 1931 года. В 1924 году играл за сборную Англии против ЮАС на стадионе «Олд Траффорд» в Манчестере.
В 1912 году поступил на военную службу в Сомерсетскую лёгкую пехоту, но через год начал работать в больнице, желая стать врачом, как его отец.
Участвовал в Первой мировой войне. Через три недели после начала боевых действий попал в плен во Франции.
После войны поступил в колледж Иисуса, входивший в состав Кембриджского университета. Играл в хоккей на траве за университетскую команду. После окончания Кембриджа работал личным секретарём сэра Фрэнсиса Тоула. Два года спустя устроился работать на фондовой бирже.
Представлял Сомерсет не только в крикете, но и в хоккее на траве, регби и гольфе.
В 1920 году вошёл в состав сборной Великобритании по хоккею на траве на летних Олимпийских играх в Антверпене и завоевал золотую медаль. Играл на позиции нападающего, провёл 1 матч, мячей (по имеющимся данным) не забивал. Это был его единственный международный опыт в хоккее на траве.
В поздние годы жизни покинул биржу и присоединился к фирме, которая вскоре прогорела, и олимпийский чемпион в 80 лет стал жертвой жестокой критики. Макбрайан завершил жизнь в весьма скромных условиях.
Умер 14 июля 1983 года в британском городе Кембридж.

## Семья
Был женат на хористке лондонского музыкального театра «Гейти» Мирне Томпсон, однако брак оказался непродолжительным.